# 1378
سنة 1378 كانت سنة بسيطة تبدأ يوم الجمعة (الرابط يظهر نموذج التقويم الكامل للسنة) من التقويم اليولياني.

## أحداث
- بداية حرب كيودجا في 1378 والتي انتهت في 1381.

## مواليد
- لورنزو جبرتي فنان إيطالي

## وفيات
- محمد هادي الخراساني.
- غبريال الرابع (بابا الإسكندرية).
- كاثرين من المجر (1370-1378).
- كارل الرابع.
- ابن جابر الأندلسي، شاعر وكاتب ولد في ألمرية عام 1298.